# Сорочан, Евгений Андреевич
Евгений Андреевич Сороча́н (20 марта 1928, село Григорьевка, Днепропетровская область — 16 февраля 2021, Москва) — советский и российский геотехник. Профессор, доктор технических наук, заслуженный деятель науки РФ, лауреат Государственной премии СССР (1991 г.) и премии Совета Министров СССР (1973 г.), награждён орденом «Знак почета». Является основоположником одного из разделов отечественного фундаментостроения — строительства сооружений на набухающих грунтах.

## Биография
Родился 20 марта 1928 года в селе Григорьевка, Днепропетровской области. В 1950 году окончил факультет ПГС Ростовского инженерно-строительного института. В 1953 г. поступил в аспирантуру ВНИИОСП. В 1957 году защитил кандидатскую, а в 1972 г. — докторскую диссертации. С 1973 г. по 2011 г. заведовал лабораторией естественных оснований и конструкций фундаментов.
Евгений Андреевич в качестве главного геотехника был участником строительства Высотной Асуанской плотины в Египте (1964 −1966 гг.).

## Научная деятельность
Строительному сообществу Евгений Андреевич широко известен как один из крупнейших специалистов в области строительства на структурно-неустойчивых грунтах. Он являлся лидером направления строительства на набухающих грунтах. Проведенные им фундаментальные исследования позволили создать механику набухающих грунтов и разработать методы строительства, что позволило выпустить первые в СССР нормативные документы по этой проблеме.
Другим направлением исследований Евгения Андреевича были методы расчета, новые конструкции и технологии возведения сборных прерывистых фундаментов, которые имели широкое применение в масштабном строительстве в СССР. Им предложен ряд конструктивных решений фундаментов — анкерные, с промежуточной подготовкой, железобетонные плиты с угловыми вырезами, щелевые фундаменты мелкого заложения и др. Проведенные под его руководством исследования позволили выявить основные закономерности работы таких фундаментов.
Под руководством Евгений Андреевича проведены исследования, связанные с разработкой рациональных типов фундаментов массового строительства и методов их расчета. Он принимал активное участие в разработке методов расчета и проектирования зданий и сооружений на закарстованных территориях.
Под руководством Е. А. Сорочана разработаны многие новые положения *СНиП 2.02.01-83* «Основания зданий и сооружений».
Выпущенный под редакцией Е. А. Сорочана и Ю. Г. Трофименкова «Справочник проектировщика» (Москва, 1985 г.), стал настольной книгой нескольких поколений инженеров-геотехников, студентов и аспирантов.
За время своей научной деятельности Евгений Андреевич подготовил 25 кандидатов наук.

## Общественная деятельность

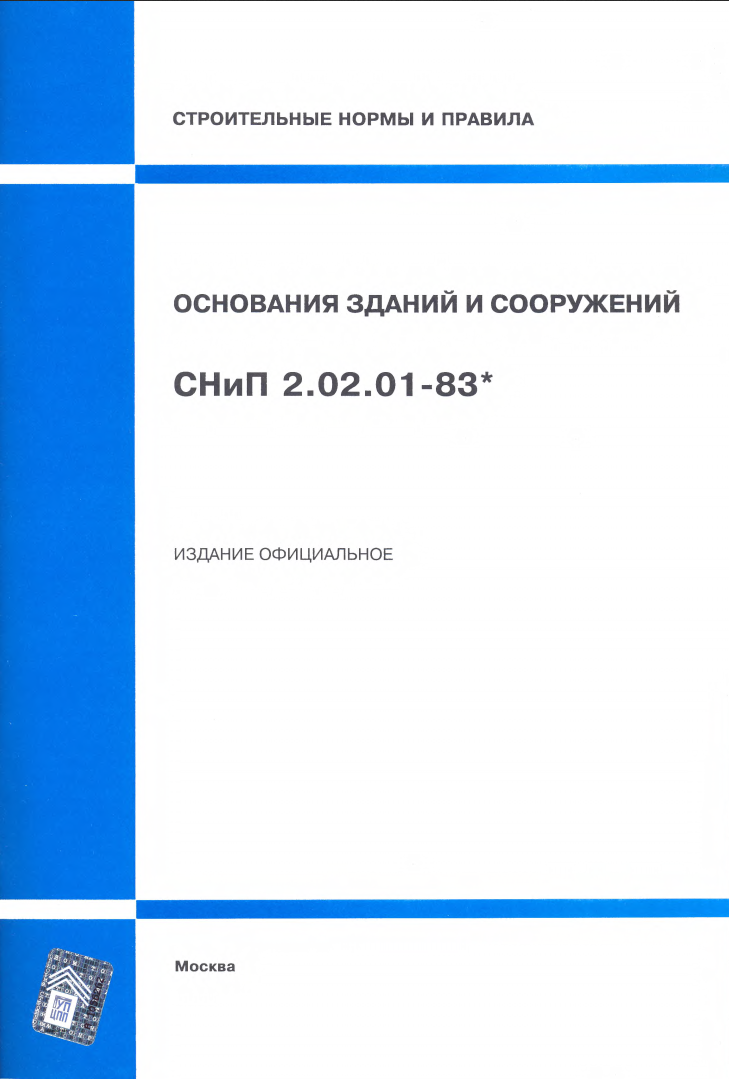
СНиП

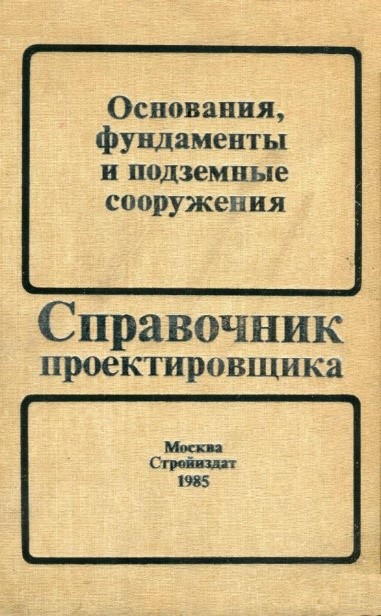
Справочник проектировщика

Значима и общественная деятельность Евгения Андреевича и как депутата Волгоградского районного Совета депутатов трудящихся г. Москвы и члена Президиума РОМГГиФ.
В 2000 г. РОМГГиФ, в числе первых специалистов наградило его медалью имени Н. М. Герсеванова.
Длительное время Евгений Андреевич являлся членом редколлегии журнала «Основания, фундаменты и механика грунтов», где он также был рецензентом и автором значительного количества статей.

## Труды
Е. А. Сорочан является автором более 180 научных трудов, 15 авторских свидетельств на изобретения и ряда монографий, среди них:
- Строительство сооружений на набухающих грунтах. — М., 1989;
- Сборные фундаменты промышленных и жилых зданий. — М., 1962;
- Фундаменты мелкого заложения. — М., — 2008.

## Награды и премии
- медаль имени Н. М. Герсеванова (2000),
- Государственная премия СССР (1991 г.),
- Премия Совета Министров СССР (1973 г.),
- Орден «Знак почета»,
- Медали ВДНХ.